# 勒蓬德克莱
勒蓬德克莱（法語：Le Pont-de-Claix，法語發音：[lə pɔ̃ də klɛ]）是法国伊泽尔省的一个市镇，位于该省中南部，省会格勒诺布尔市区以南，属于格勒诺布尔区。

## 地名
“勒蓬德克莱”（Le Pont-de-Claix）一名在法语中意为“克莱之桥”。

## 地理
勒蓬德克莱（45°7'23"N, 5°41'53"E）面积5.6 平方千米，位于法国奥弗涅-罗讷-阿尔卑斯大区伊泽尔省，该省份为法国东南部内陆省份，北起顺时针与安省、萨瓦省、上阿尔卑斯省、德龙省、阿尔代什省、卢瓦尔省和罗讷省。
与勒蓬德克莱接壤的市镇（或旧市镇、城区）包括：埃希羅勒、瓦尔斯-阿利耶尔和里塞、尚帕尼耶、克莱。
勒蓬德克莱的时区为UTC+01:00、UTC+02:00（夏令时）。

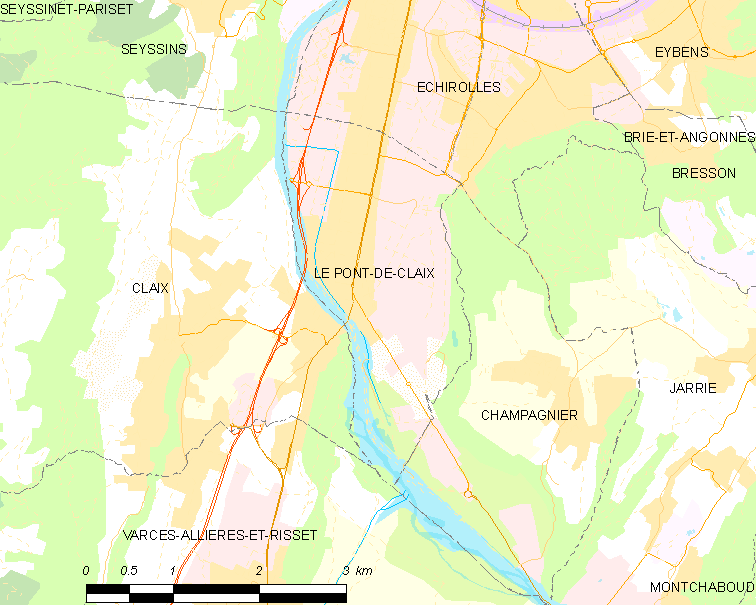
勒蓬德克莱的OSM定位图

## 行政
勒蓬德克莱的邮政编码为38800，INSEE市镇编码为38317。

## 政治
勒蓬德克莱所属的省级选区为勒蓬德克莱县。

## 人口

1962-2008年间勒蓬德克莱人口变化图示

勒蓬德克莱于2022年1月1日时的人口数量为10846人。